# São Crisógono (título cardinalício)
O título cardinalício de São Crisógono foi instituído em torno de 112, pelo Papa Alexandre I. São Crisógono foi um mártir cujo culto tinha um grande número de seguidores. 
A igreja titular deste título é San Crisogono, em Roma.

## Titulares protetores
- Pedro (494-?)
- João (590-?)
- Estêvão (745-752)
- Zacarias (853-867)
- João (872-?)
- Pedro (875-?)
- Teofilatto (964-1026)
- Giovanni (circa 1025-1033)
- Pietro (1033-1044)
- Pietro (1044-circa 1054)
- Frédéric Gozzelon de Lorraine, O.S.B. (1057) Eleito Papa Estêvão IX
- Pietro (1072-1088)
- Gregorio (1088-circa 1092)
- San Berardo dei Marsi, (circa 1100- 1130[3])
- João de Crema (circa 1130-circa 1135)
- Bernardo (1136-circa 1138)
- Guido Bellagi (1138-circa 1158)
- Bonadies de Bonadie (1158-1165)
- Pietro (Dandini) (1173-1180)
- Stephen Langton (1205 ou 1206-1228)
- Robert Somercote (1239-1241)[4]
- Raymond Le Roux (1325)
- Pierre Cyriac (1342 – 1351)
- Guy de Boulogne (1351 – 1373 in commendum)
- Corrado Caracciolo (1404-1411)
- Pierre d'Ailly (1411-1420)
- Vacante (1417-1440)
- Antão Martins de Chaves (1440-1447)
- Wincenty Kot z Dębna (1444-1447), pseudocardeal do Antipapa Félix V
- Antonio Cerdà i Lloscos (1448-1459)
- Jacopo Piccolomini-Ammannati (ou Giacomo) (1461-1477)
- Girolamo Basso della Rovere (1479-1492)
- Giovanni Battista Ferrari (1500-1502)
- Adriano Castellesi (1503-1518)
- Albrecht von Brandenburg (1518-1521)
- Eberhard von der Mark (1521-1538)
- Girolamo Aleandro (1538-1542)
- Pietro Bembo, O.S.Io.Hier. (1542-1544)
- Uberto Gambara (1544-1549)
- Jean du Bellay (1549-1550)
- Antoine Sanguin de Meudon (1550-1559)
- Cristoforo Madruzzo (ou Madruzzi) (1560)
- Jean Bertrand (1560)
- Charles de Bourbon-Vendôme (1561-1590)
- Domenico Pinelli (1591-1602)
- Camillo Borghese (1602-1605) Eleito Papa Paulo V
- Carlo Conti di Poli (1605)
- Scipione Caffarelli-Borghese (1606-1629); in commendam (1629-1633)
- Pietro Maria Borghese (1633-1642)
- Fausto Poli (1643-1653)
- Lorenzo Imperiali (1654-1673)
- Giambattista Spada (1673-1675)
- Carlo Conti (1675-1681)
- Paluzzo Paluzzi Altieri degli Albertoni (1681-1684)
- Giulio Spínola (1684-1689)
- Fabrizio Spada (1689-1708)
- Filippo Antonio Gualterio (1708-1725)
- Próspero Marefoschi (1725)
- Giulio Alberoni (1728-1740)
- Sigismund von Kollonitz (1740-1751)
- Giovanni Giacomo Millo (1753-1757)
- Giovanni Battista Rovero (1758-1766)
- Filippo Maria Pirelli (1766-1771)
- Vacante (1771-1775)
- Francesco Maria Banditi, C.R. (1775-1796)
- Vacante (1796-1853)
- Gioacchino Vincenzo Raffaele Luigi Pecci (1853-1878) Eleito Papa Leão XIII
- Friedrich Egon von Fürstenberg (1880-1892)
- Philipp Krementz (1893-1899)
- Francesco di Paola Cassetta (1899-1905)
- Pietro Maffi (1907-1931)
- Theodor Innitzer (1933-1955)
- Antonio María Barbieri, O.F.M.Cap. (1958-1979)
- Bernard Yago (1983-1997)
- Paul Shan Kuo-hsi, S.J. (1998-2012)
- Andrew Yeom Soo-jung (desde 2014)